# 테일러 스위프트
테일러 앨리슨 스위프트(영어: Taylor Alison Swift, 1989년 12월 13일~)는 미국의 싱어송라이터, 배우, 감독이다. 스위프트는 펜실베이니아주 레딩에서 태어나 12살부터 컨트리 음악 경력을 추구하기 위해 테네시주 내슈빌로 떠났다. 이후 인디 레이블 빅 머신 레코드와 계약을 체결했고, 소니/ATV 뮤직 퍼블리싱에서 젊은 작곡가로 활동했다. 2006년에는 데뷔 음반 Taylor Swift를 발매하면서 컨트리 음악 스타로 인정받게 된다. 음반의 세 번째 싱글이었던 "Our Song"은 자기가 작곡한 노래를 컨트리 차트 1위에 올린 가장 젊은 가수라는 기록을 세웠다. 2008년 열린 그래미 상에서는 최우수 신인상 후보에 올랐다. 2010년에 이어 2016년 그래미 상 올해의 앨범상을 받음으로써, 올해의 앨범상을 2번 탄 최초의 가수가 되었다. 2017년 타임 올해의 인물로 선정된 "침묵을 깬 사람들"의 일원으로 타임 커버를 장식했다.
2008년 스위프트의 두 번째 정규 음반 Fearless가 발매되었다. 팝적인 느낌이 나는 음반의 첫 번째와 세 번째 싱글 "Love Story"와 "You Belong with Me"는 각각 빌보드 핫 100에서 4위와 2위까지 오르면서 성공을 거뒀다. Fearless는 2009년 미국에서 가장 많이 판매된 음반이었고, 현재까지 600만 장 이상이 팔리고 있다. 이 음반으로 2009 그래미 상에서 최연소로 올해의 앨범을 수상을 비롯해 4개 부문 수상을 했다. 2010년에는 세 번째 정규 음반 Speak Now가 발매 해 첫 주 1,047,000만 장을 팔았다. Speak Now는 세계적으로 500만 장 이상이 팔리며 성공을 거뒀고, 세 번째 싱글이었던 "Mean"으로 그래미 상 두 개 부문을 수상했다. 2012년에는 네 번째 정규 앨범 Red를 발매 해 첫 주 120만 장을 팔았다. 스위프트는 발매 첫 주 100만 장을 판 두 장의 음반을 보유한 첫 여자 가수가 되었다. 첫 싱글 "We Are Never Ever Getting Back Together"는 처음으로 빌보드 핫 100 1위를 했고 다음 싱글 "I Knew You Were Trouble" 역시 큰 성공을 거뒀다. 2014년 6월까지 북미, 유럽, 아시아 등에서 Red Tour를 진행했다.
스위프트는 자신의 경험을 통해 작곡하는 것으로 알려져 있는데, 작곡가로서 내슈빌 국제 작곡가 협회와 작곡가 명예의 전당에 헌정되었다. 스위프트는 지금까지 7번의 그래미 상 수상, 11번의 아메리칸 뮤직 어워드 수상, 7번의 컨트리 뮤직 어워드 수상, 6번의 아카데미 오브 컨트리 뮤직 어워드 수상을 했다. 또한 세계적으로 2,600만 장의 음반 판매고와 7,500만 건의 디지털 판매량을 올리고 있다.가수 활동 이외에 범죄 드라마 《CSI: 과학수사대》(2009), 코미디 영화 《발렌타인 데이》 (2010), 애니메이션 영화 《로렉스》 (2012), 영화 《더 기버: 기억전달자》 (2014)와 같은 작품에 출연했다.

## 어린 시절
스위프트는 1989년 12월 13일, 펜실베이니아주 레딩에서 태어나 와이오미싱에서 자랐다. 스위프트는 주부 안드레 가드너(옛 핀리이)와 증권 중개인 스콧 킹슬리 스위프트 사이에서 태어났다. 형제자매로는 남동생 오스틴이 있다. 스위프트의 외할머니 마조리 핀리이는 오페라 가수였다. 초등학교 4학년 때는 전국백일장대회에서 "Monster in my closet"라는 시를 써 입상했다. 스위프트가 10살 때 컴퓨터 수리공이 기타 치는 법을 보여 주어 관심을 갖게 되었다. 이후 스위프트는 "Lucky You"라는 첫 자작곡을 작곡했으며, 여느 또래와는 달리 컨트리 음악을 즐겨 들었다.
 이후 스위프트는 고향 주변에서 가라오케 콘서트, 음악 축제 등에 참가하고 공연을 열었다. 12살 여름방학에는 350쪽의 소설을 직접 쓰기도 했다. 또한, 스위프트는 Bloomsburg Fair라는 첫 무대에서 공연을 펼쳐 주목을 받기도 한다. 이후 Hendersonville 고등학교에 입학했으나 또래들과 음악 취향이 다르다는 이유로 왕따를 당하기도 했거니와 학교생활을 하면서 음악 작업을 하는데 어려움을 느껴서 음악에 집중하려는 의도로 홈스쿨링을 통해 수업을 받았다. 이후 2008년 졸업장을 받았다.
스위프트가 가장 큰 음악적 영감을 받은 가수는 샤니아 트웨인이었다. 스위프트는 또한 자신이 영감을 받은 가수로 리앤 라임즈, 티나 터너, 돌리 파튼, 할머니를 꼽았다. 할머니는 오페라를 주 장르로 삼는 가수였지만, 스위프트는 컨트리 장르를 더 좋아했고 배웠다. 스위프트는 어린 시절 팻시 클라인과 돌리 파튼의 열렬한 팬이기도 했다. 또한 딕시 칙스를 좋아해 "stretching boundaries"라는 노래를 특히 좋아했다.

## 음악 활동

### 2006–08: Taylor Swift

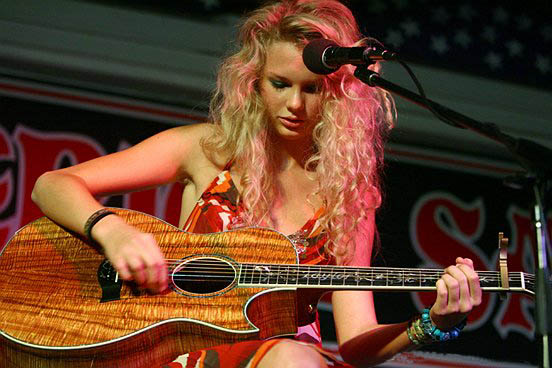
2006년 6월, 카페에서 테일러(미국의 한 기타회사)기타로 공연을 하고 있는 스위프트. 테일러는 이처럼 자신의 맞춤형 기타로 공연을 펼친다.

스위프트의 데뷔 싱글 "Tim McGraw"를 2006년 중반에 발매했는데, 빌보드 핫 컨트리 송 차트에 6위로 올랐다. 2006년 10월 24일에는 첫 정규이자 데뷔 음반 Taylor Swift를 발매했다. 이 음반은 첫 주 39,000 장을 팔아 빌보드 200 차트 상위권으로 데뷔했다. 당시 빌보드 200에서 5위로 데뷔했고, 빌보드 탑 컨트리 음반 차트에는 1위에 올랐다. 이후 컨트리 음반 차트에서 8주 동안 1위를 지켰고, 91주 동안이나 24위권에 남아있었다. 스위프트는 빌보드 컨트리 송 차트에서 20주 동안이나 정상을 지키고 있었는데, 이는 딕시 칙스와 캐리 언더우드에 이은 세 번째 기록이다. 스위프트의 노래 "Tim McGraw" 뮤직비디오는 2007 CMT 뮤직 어워즈에서 올해의 브레이크스루 비디오상을 수상했다. 스위프트는 페이스 힐과 팀 맥그로의 Soul2Soul 2007 투어에 오프닝 가수로 무대에 올랐다. 그뿐만 아니라 조지 스트레이트, 브래드 페이즐리, 래스칼 플래츠의 투어에서도 오프닝 가수로 활동했다. 앨범의 두 번째 싱글 "Teardrops on My Guitar"는 2007년 2월 24일 발매했다. 이 노래는 2007년 중반 빌보드 핫 컨트리 송차트에서 최고 2위까지 진입했고, 빌보드 핫 100에는 33위에 올랐다. "Teardrops on My Guitar"는 이후 팝 리믹스로 다시 발매되어 빌보드 핫 100 13위, 빌보드 팝 100 11위까지 올라갔다. 2007년 10월에는 내슈빌 싱어송라이터 협회에서 스위프트에게 올해의 싱어송라이터/아티스트 상을 줬는데, 이 부문에서 최연소로 상을 받았다. 세 번째 싱글인 "Our Song"은 컨트리 송 차트에서 6주 동안 1위를 지켰고, 빌보드 핫 100에서는 16위에 올랐으며 팝 100에서는 24위로 만족해야 했다. 2007년 말에는 크리스마스를 맞아 Sounds of the Season: The Taylor Swift Holiday Collection을 발매했는데, 타깃에서 독점적으로 판매했다. 스위프트는 2008 그래미 상 최우수 신인상 부문에 후보로 올랐지만, 에이미 와인하우스가 신인상을 받았다. 스위프트의 성공적인 싱글 "Picture to Burn"은 네 번째 싱글로 발매했다. 노래는 곧 2008년 봄, 컨트리 차트에서 3위까지 올라갔다.
2008년 여름에는 EP 음반 Beautiful Eyes를 발매했는데, 월마트에서 독점적으로 판매되었다. 이 음반은 발매 첫 주 미국에서 45,000 장을 팔아 빌보드 200에서 9위, 빌보드 컨트리 앨범 차트에서는 1위를 했다. 같은 기간에 스위프트의 데뷔 음반인 Taylor Swift는 2위를 하고 있었는데, 컨트리 앨범 차트가 시작된 1997년 이래로 처음으로 1,2위를 모두 차지했다.

### 2008–10: Fearless

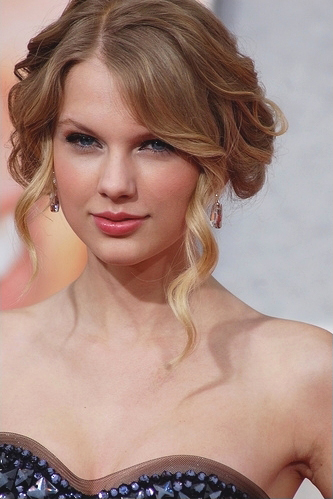
2009년 4월 2일, 《한나 몬타나: 더 무비》 프로모션 중

스위프트의 두 번째 정규 음반 Fearless는 2008년 11월 11일 미국에서 발매되었다. 스위프트는 두 장의 싱글을 포함해 앨범의 노래 일곱 곡을 혼자 작곡했고, 나머지 여섯 곡은 리즈 로즈, 존 리치, 콜비 카레이, 힐러리 린지와 함께 공동 작곡했다. 또한 네이슨 채프먼과 함께 공동 프로듀서를 맡았다. Fearless는 첫 주 592,304 장을 팔아 빌보드 200 1위로 데뷔했다. 리드 싱글 "Love Story"는 거의 모든 국가의 팝 차트에서 성공했다. 싱글 공개 첫날 디지털 다운로드 횟수 129,000건을 넘겼다. 이후 두 번째 싱글 "White Horse"를 2008년 12월 9일 발매하였고 2009년 2월 7일 CMT를 통하여 뮤직비디오를 공개하였다. 2008년 조 조나스와 사귀고 헤어진 후 "Forever & Always"를 작곡했다. 이 외에 19곡의 트랙리스트들 중 13곡이 빌보드 차트에 40위권 안에 진입하였다. 또한 단 2개월 만에 Fearless의 음반 판매량은 200만 장이 넘었으며 2008년 가장 많이 판 음반 3위에 오르기도 하였으며 또 하나의 음반을 10권 안에 진입시켜 총 음반 판매량이 400만 장을 넘으며 2008년 가장 많이 판 가수가 되었다.
또한 테일러 스위프트의 첫 투어였던 'Fearless Tour'가 북아메리카 미국을 시작으로 진행되었는데 미국에선 2일 만에 표가 매진되고 가는 도시마다 티켓이 매진되어 2009년 가장 성공적인 투어로 꼽히기도 하였다. 한편 영화 《한나 몬태나: 더 무비》에 Girl Singing at the Barn 역할로 출연하기도 하였고 제 44회째였던 아카데미 오브 컨트리 뮤직 어워드에서 Fearless로 올해의 명예 음반상을 수상하기도 하였다. 그 외에도 수많은 시삭싱에서 수상을 하였는데 컨트리 뮤직 어소시에이션 어워드(CAM)에서 올해의 엔터테이너상을 수상하여 최연소 수상자로 기록을 세우기도 하였으며
2009 MTV 비디오 뮤직 어워드에서 "You Belong with Me"로 컨트리 가수로는 최초로 최고의 여자 비디오를 수상했다. 스위프트가 상을 받고 나서 수상소감을 말하려 할 때 래퍼 카니예 웨스트가 무대에 난입해 수상소감을 중단시켰다. 행사의 기자실에서 스위프트는 평소 웨스트의 팬이였으며, 나쁜 감정은 절대로 없었다고 말했다. 이 사건은 많은 언론들의 주목, 인터넷 밈의 영감이 되었다. 며칠 후 웨스트는 개인적으로 사과를 했고 테일러는 "정말 진심 어린 사과"였다며 받아들였다. 이후 스위프트는 인터뷰에서 별로 큰 일도 아니라며 이 사건에 대해 말하는 것을 거부 했는데, "이 사건은 TV에서 일어난 일이다. 그렇기 때문에 모든 사람들이 사건을 지켜봤다. 우리가 계속 얘기해야 될 느낌이 아닌 것 같다"고 말했다. 사건 이후 스위프트는 언론의 관심을 받았고, "선량한 유명인"이라는 이미지를 얻었다.
한편 빌보드 결산에서 발표한 '2009 최고 아티스트'선정 순위에서 1위를 차지하며 인기를 입증하였고 아메리칸 뮤직 어워드에서는 5개 부문을 수상하였고 AP통신이 선정한 올해의 엔터테이너로 뽑히기도 하였다. 테일러 스위프트는 2009년부터 진행해 왔던 첫 번째 투어인 Fearless Tour를 2010년 6월 5일 미국의 매사추세츠주 폭스버러 공연을 끝으로 끝마쳤다.
2010년 1월 스위프트는 그래미 상 총 여덟 부문에 후보로 올랐고, 네 부문에서 상을 탔다. Fearless로 올해의 앨범과 올해의 컨트리 앨범을, "White Horse"로는 최우수 컨트리 노래와 최우수 여자 컨트리 보컬 퍼포먼스를 수상했다. 스위프트는 최연소로 그래미 올해의 앨범을 수상한 음악가이다. 이날 스위프트는 스티비 닉스와 함께 "Rhiannon"과 "You Belong with Me" 공연을 했다. 스위프트는 공연 후 가창력에 대한 부정적인 평가를 받음과 동시에 언론의 비판을 받았다. 언론들은 스위프트의 보컬에 대해 "너무 낮은 음정", "정말 이상하다", "믿을 수 없을 정도로 끔찍하다" 등과 같은 부정적인 반응을 보였다.

### 2010–12: Speak Now

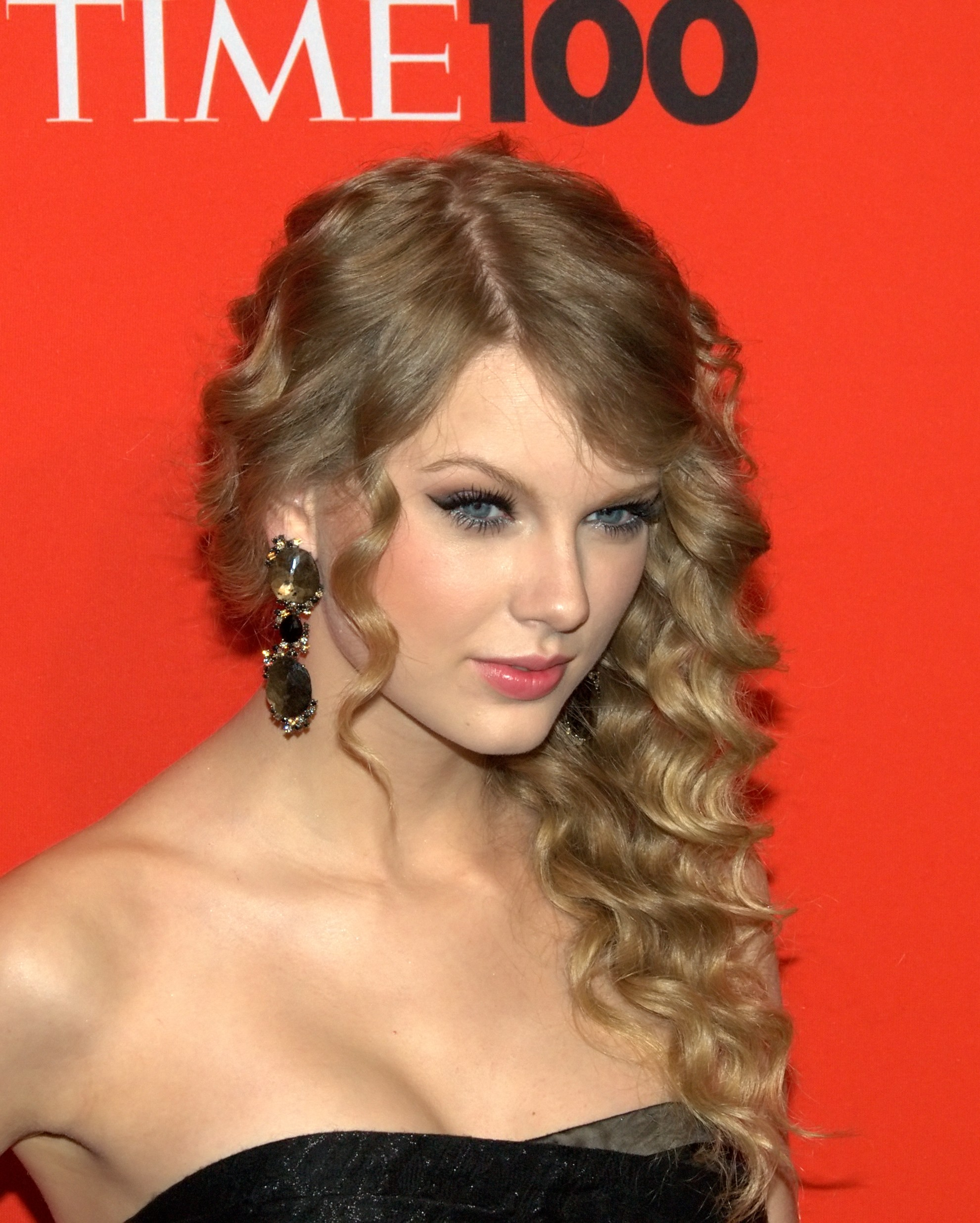
2010년 타임 100 행사에서.

스위프트는 2010년 1월 19일 아이튠즈를 통해 "Today Was a Fairytale"이라는 노래를 발매했는데, 이 노래는 나중에 2010년 3월 개봉하는 《발렌타인 데이》의 사운드트랙 앨범에 수록된다. 노래는 빌보드 핫 100 2위로 데뷔했고, 발매 첫 주 325,000만 건의 디지털 판매를 해 브리트니 스피어스가 보유하고 있던 여자 가수 사상 가장 높은 첫 주 판매량 기록을 경신했다. 또한 캐나다 싱글 차트에서 1위를 해 스위프트의 첫 캐나다 1위 싱글이 되었다. 한편, 테네시주의 네슈빌에서 열린 컨트리뮤직 페스티벌에 참석해 13시간 연속 사인회를 가져 기록을 세웠고, 미국 뉴욕에서 열린 작곡가 명예의 전당(Songwriters Hall of Fame) 등재식에서 할 데이비드 스타라이트상을 수상했다. 2010년 10월 25일 스위프트의 세 번째 정규 앨범 Speak Now가 발매되었다. 앨범은 미국에서 발매 첫 주 1,047,000만 장을 팔아 빌보드 200 1위에 올랐다. 이로 인해 발매 첫 주 100만 장 이상을 판매한 16번째 앨범이 되었으며 여자 가수 중에서는 4번째라는 기록을 세웠다. 또한 컨트리 장르 앨범으로는 1991년 이후 두 번째로 높은 판매량이다. Speak Now는 미국에서 400만 장을 팔아 쿼드러플 플래티넘 인증을 받았고, 세계적으로는 500만 장의 판매고를 올렸다. 앨범 발매 전 2010년 8월 4일 앨범의 첫 싱글 "Mine"을 발매했다. "Mine"은 빌보드 핫 100 최고 3위까지 올랐다. 이어 나온 싱글들도 차트에서 성공을 거뒀는데, 특히 10위권에 4곡, 20위권에 7곡, 30위권에 9곡이 진입해 Speak Now의 모든 수록곡들을 빌보드 핫 100에 진입시켰다. 스위프트는 2010년동안 미국에서 4,470,000만 장의 음반 판매고와 990만 건의 디지털 트랙을 판매했다.
2011년 2월 9일부터는 처음으로 아시아를 방문하는 Speak Now World Tour를 시작했고, 첫 나라로 싱가포르를 방문했다. 그리고 2월 11일에는 서울 올림픽 체조 경기장에서 처음으로 내한공연을 했다. 이 투어는 미국에서만 89회 공연을 통해 9,700만 달러를 벌어들여 빌보드가 선정한 2011년 "탑 25 투어" 5위에 선정되었다. 투어는 총 111회 공연했고 2012년 3월 18일 뉴질랜드를 마지막으로 끝났다. 2011년 11월 21일에는 북미 공연 실황을 담은 첫 라이브 앨범 Speak Now World Tour: Live를 발매했다. 스위프트는 미국에서 2011년 동안 앨범 판매, 투어 수익 등 순수 음악 수익만 따진 수입 순위 중 3,570만 달러의 수익을 거둬 1위를 했다. 또한 2011년 10월 빌보드가 선정한 "빌보드 올해의 여성 뮤지션"에서 최연소로 선정되었다. 2012년 2월 12일 열린 제54회 그래미 상에서 스위프트는 총 세 부문에 후보로 지명되어 "Mean"으로 최우수 컨트리 솔로 퍼포먼스, 최우수 컨트리 노래와 같은 2관왕을 했다.

### 2012–14: Red

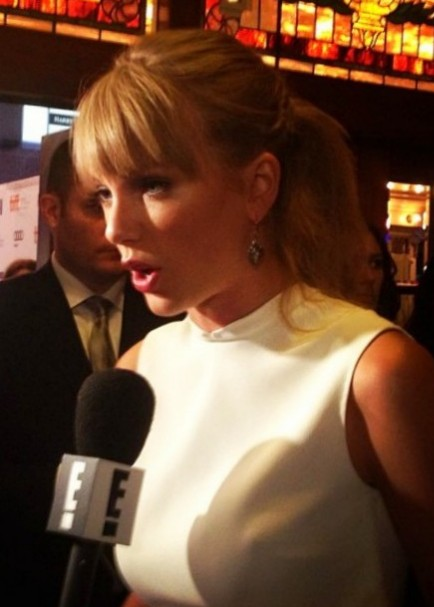
2013년 9월 토론토 국제 영화제에서 테일러 스위프트.

스위프트의 네 번째 정규 앨범 Red는 2012년 10월 발매되었다. 앨범의 16곡 중 스위프트는 혼자서 9곡을 작곡했고, 나머지 7곡은 맥스 마틴, 리즈 로즈, 댄 윌슨, 에드 시런, 게리 라이트바디와 공동 작곡했다. 네이슨 채프먼이 앨범 총 프로듀서를 맡긴 했지만, 제프 바스카, 부치 워커, 잭나이프 리, 댄 허프, 쉘백 또한 각 수록곡들의 프로듀싱을 맡았다. Red는 발매 첫 주 120만 장이 팔리며 빌보드 200 1위로 데뷔했다. 이 기록은 2002년 에미넴의 앨범 The eminem show 이후로 가장 많이 팔린 기록이며, 첫 주에 100만 장을 넘긴 18번째 앨범이기도 하다.
앨범의 리드 싱글 "We Are Never Ever Getting Back Together"는 2012년 8월 발매되었다. 이 노래는 여자 가수로는 첫 주 가장 높은 디지털 판매량을 기록하며 스위프트의 첫 번째 빌보드 핫 100 1위 싱글이 되었다. 이후 "Begin Again" (컨트리 라디오), "I Knew You Were Trouble" (팝, 국제 라디오), "22" 순서대로 세 장의 싱글이 더 발매되었다. Red는 첫 주 121만 장이 팔리며 빌보드 200 1위로 데뷔했는데, 이는 지난 10년간 가장 높은 첫 주 판매량이며, 발매 첫 주 100만 장 넘긴 앨범을 2개 보유한 최초의 여자 가수가 되었다. 미국 이외에 영국, 아일랜드, 캐나다, 브라질, 아르헨티나, 멕시코, 일본, 말레이시아, 오스트레일리아, 뉴질랜드 등 많은 나라에서 상위권으로 데뷔했다.
스위프트는 2013년 4월부터 9월까지 북미 투어 Red Tour를 진행했다. 이 투어는 13번의 스타디움 투어를 포함해 64회를 계획하고 있다. 넬리와 네온 트리스는 투어의 스페셜 게스트로 출연했다. 스위프트는 현재 많은 가수들과 콜라보레이션하고 있는데, 팀 맥그로의 "Highway Don't Care"에 게스트 보컬로 참여했다. "We Are Never Ever Getting Back Together" 2013 그래미 상 올해의 레코드 후보로 올랐다.

### 2014-2016: 1989

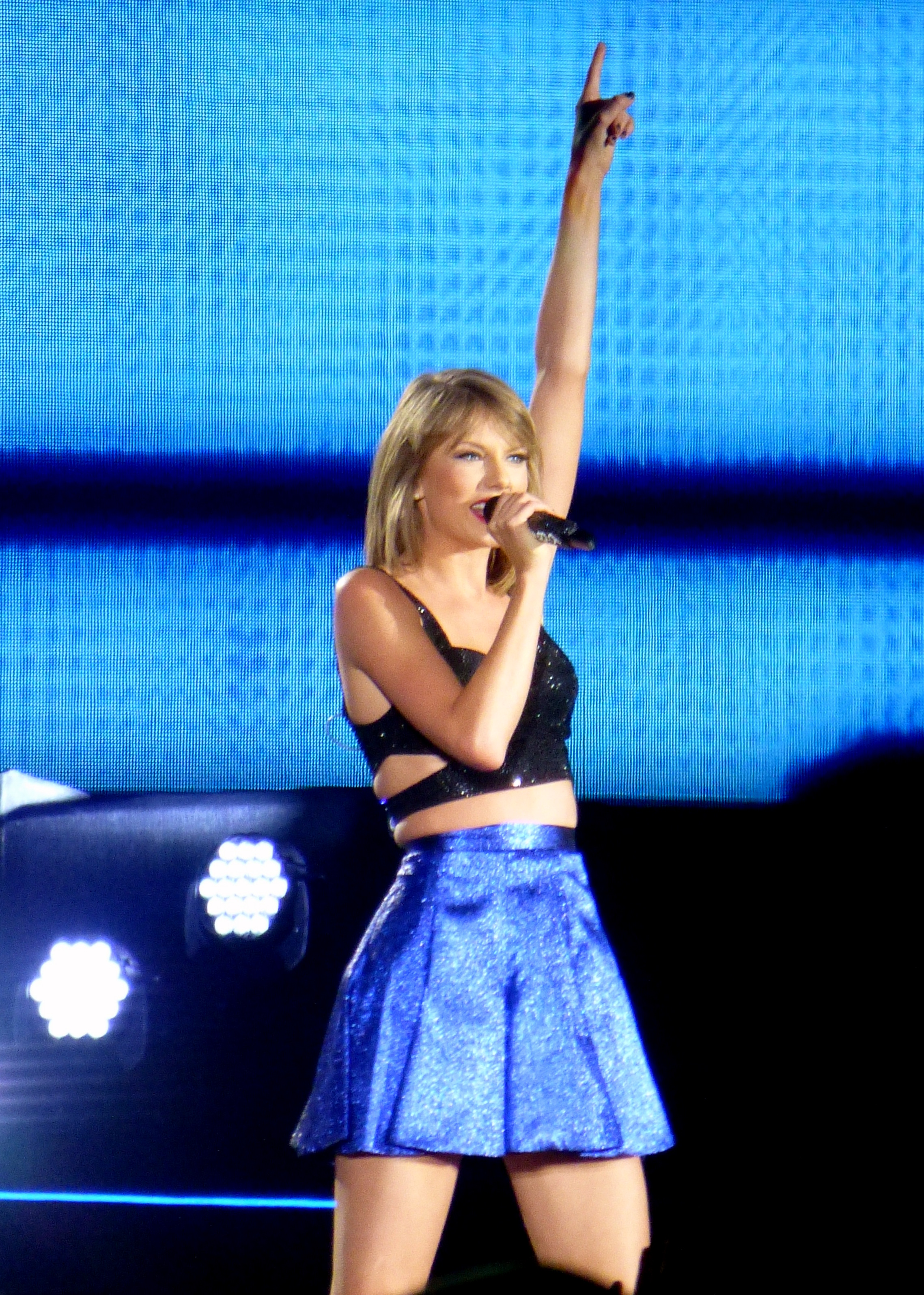
2015년 디트로이트에서 공연하는 테일러 스위프트

스위프트의 다섯 번째 정규 음반 1989는 2014년 10월 27일 발매되었다. 음반에 수록된 노래 중 한 곡은 스위프트 혼자서 작곡했으며, 나머지 열두 곡은 잭 안토노프, 이모젠 힙, 라이언 테더, 맥스 마틴, 쉘백, 알리 파야미와 함께 공동으로 작곡했다. 1989는 처음으로 발매하는 공식적인 팝 음반이라고 설명했고 오랫동안 함께 해왔던 밴드 멤버들과 갈라섰다. 스위프트는 피터 가브리엘, 필 콜린스, 애니 레녹스, 마돈나, 파인 영 카니발스로부터 영감을 얻었다고 한다. 음악적인 부분에서 음반은 기타 대신 전자음과 드럼 위주로 흘러간다.
1989는 미국에서 발매 첫 주 1,287,000장을 팔아 3장 음반이 연속으로 발매 첫 주 100만 장 이상을 판 첫 음악가라는 기록을 세우며 빌보드 200 1위로 데뷔했다. 첫 번째 싱글 "Shake It Off"는 2014년 8월 발매되었으며, 빌보드 핫 100에서 비연속 4주 동안 1위를 했다. 이후 두 번째 싱글 "Blank Space"가 바로 다음 주에 1위를 대신하며 자신의 노래 두 곡을 연속으로 1위에 올린 최초의 여자 가수가 되었다. 그 이후, 테일러 스위프트는 3번째 싱글 "Style"을, 4번째 싱글 "Bad Blood"를 발표하였다. "Bad Blood"는 발표 후 1주일 동안 빌보드 핫 100에서 1위를 했다.
2015년도부터 세계를 돌며 공연하는 The 1989 World Tour를 시작하였다. 5월 5일 일본 도쿄의 도쿄 돔에서 공연을 시작해서 미국, 캐나다, 독일, 영국, 네덜란드, 오스트레일리아 등의 지역에서 공연을 했다.
테일러 스위프트의 앨범 "1989"는 빌보드 뮤직 어워드에서 최우수 빌보드 200상을 받았다. "Shake It Off"는 최우수 스트리밍 노래(비디오)상을 탔고 아이하트라디오 뮤직 어워드에서 올해의 노래상을 탔다. "Blank Space"는 아이하트라디오 뮤직 어워드에서 최고의 가사상을 수상했다. 스위프트는 2015년 빌보드 뮤직 어워드에서 최우수 빌보드 200, 최우수 스트리밍 노래상 이외에도 다른 상을 수상하여 8관왕을 하였다.
2016년 10월 AT & T와 다년 계약에 합의하였는데, 그것의 일부로서 자신의 채널을 제공한다고 11월 28일에 발표하였다. 그녀가 소장한 아카이브에 포함된 뮤직 비디오, 콘서트, 무대 기록 영상 등이 중심이 된다고 하였다. 독점 콘텐츠는 그녀의 행운 번호인 13을 기념하여 13화에 걸쳐 공개됐다.

### 2017-2019:Reputation
2017년 8월, 테일러 스위프트는 갑작스럽게 자신의 SNS 계정의 게시글을 삭제하거나 비공개로 돌리게 되는데, 이후 며칠간 뱀이 등장하는 티저 동영상을 SNS 계정을 통해 업로드했다. 이후 "Look What You Made Me Do"가 Reputation이라는 이름의 그녀의 6집 앨범의 리드 싱글로써 발매가 된다. 리드 싱글은 미국 빌보드 핫 100 차트, 영국 싱글 차트, 호주 싱글 차트 등 각종 싱글 차트에서 최고 순위 1위를 기록했으며,  조셉 칸 감독의 뮤직비디오는 그 당시 유튜브에서 24시간 동안 4320만 회가 재생되며 가장 많이 재생된 비디오가 되었다. 10월 24일 그의 두 번째 싱글 "...Ready For It?"이 발매되는데, 이는 호주에서 3위, 미국에서 4위를 기록했다. 이후 두 개의 프로모 싱글, "Gorgeous", "Call It What You Want"를 발매했다. 잭 안토노프, 맥스 마틴, 쉘백, 알리 파야미 등 지난 1989앨범에도 참여했던 프로듀서들과 함께한 테일러의 6집 앨범, Reputation은 빅 머신 레이블을 통해 2017년 11월 10일에 정식 발매되었다. 이 앨범은 미국에서만 190만 장이 팔리며, 그 해 미국에서 가장 많이 팔린 앨범이 되었다. 그리고 이 앨범은 첫 주에만 200만 장이 팔렸다. 또한 이 앨범은 영국, 호주, 캐나다, 미국 등 많은 국가에서 1위를 기록했다. 세번째 싱글인 "End Game"은 11월 14일 발매되었다. 이 곡은 Billboard Hot 100에서 18위를 기록했다. 이 곡 외에 다른 싱글들도 발표했다. 그리고, 4월 20일에 Sugarland의 노래 "Baby"에 피처링을 했다. 그리고 2018년 5월부터 11월까지 Taylor Swift's Reputation Stadium Tour를 진행했다. 이 투어는 정말 대성공을 기록했다. 무려 3억 4,570만 달러(4200억 원)의 수익을 내며 미국에서 가장 성공한 투어가 되었다.

### 2019-현재:Lover
2019년 8월 23일, 테일러 스위프트의 정규 7집 Lover가 발매되었다. 이 앨범은 리퍼블릭 레코즈에서 내는 첫 번째 앨범이다. 7집은 어두웠던 6집의 분위기와는 상반되게 밝은 분위기이다. 그는 2019년 4월 26일에 리드 싱글 "ME!"를, 6월 14일에 뒤이어 두 번째 싱글 "You Need To Calm Down"을, 7월 23일에 프로모 싱글 "The Archer"를 발매했다. 2019 MTV Video Music Awards에는 열 개의 부문에 후보로 선정되었다. 앨범을 내기 전날인 8월 22일에, Good Morning America에서 센트럴 파크에서 공연을 생중계 했다. 2020년 1월 27일 세 번째 싱글 “The Man”을 뮤직비디오와 함께 발매했다.

## 음반 목록
- 《Taylor Swift》 (2006)
- 《Fearless》 (2008)
  - 《Fearless (Taylor's Version)》 (2021)
- 《Speak Now》 (2010)
  - 《Speak Now (Taylor's Version)》 (2023)
- 《Red》 (2012)
  - 《Red (Taylor's Version)》 (2021)
- 《1989》 (2014)
  - 《1989 (Taylor's Version)》 (2023)
- 《Reputation》 (2017)
- 《Lover》 (2019)
- 《Folklore》 (2020)
- 《Evermore》 (2020)
- 《Midnights》 (2022)
- 《The Tortured Poets Department》 (2024)
- 《The Life of a Showgirl》 (2025)

## 콘서트 투어
- Fearless Tour (2009–2010)
- Speak Now World Tour (2011–2012)
- The Red Tour (2013–2014)
- The 1989 World Tour (2015)
- Taylor Swift's Reputation Stadium Tour (2018)
- The Eras Tour (2023–2024)

## 출연 작품
| 연도 | 제목                             | 역할        | 비고        |
| ---- | -------------------------------- | ----------- | ----------- |
| 2009 | 조나스 브라더스 - 3D 콘서트 경험 | 자신        | 카메오      |
| 2009 | 한나 몬타나: 더 무비             | 자신        | 카메오      |
| 2010 | 발렌타인 데이                    | 펠리시아    | 영화 데뷔작 |
| 2012 | 로렉스                           | 오드리      | 목소리      |
| 2014 | 더 기버: 기억전달자              | 로즈마리    | 주연        |
| 2019 | 캣츠                             | 봄발루리나  | 주연        |
| 2019 | 톨 걸                            | 자신        | 언급        |
| 2020 | 미스 아메리카나                  | 자신        | 다큐멘터리  |
| 2022 | 암스테르담                       | 리즈 미킨스 | 조연        |

|      | 제목                   | 역할        | 비고                           |
| ---- | ---------------------- | ----------- | ------------------------------ |
| 2009 | 새터데이 나이트 라이브 | 자신        | 호스트/음악 게스트; 2 에피소드 |
| 2009 | CSI: 과학수사대        | 헤일리 존스 | 에피소드: "Turn, Turn, Turn"   |
| 2012 | 펑크드                 | 자신        | 에피소드: "Justin Bieber"      |
| 2013 | 뉴 걸                  | 일레인      | 에피소드: "Elaine's Big Day"   |

## 수상 및 후보 목록
테일러 스위프트는 2009년에 아메리칸 뮤직 어워드에서 올해의 아티스트상, 빌보드 뮤직 어워드에서 올해의 아티스트상, 올해의 탑 컨트리 아티스트상, 올해의 탑 컨트리 앨범상을 수상했으며, 2010년에 그래미 어워드에서 올해의 앨범상, 최우수 컨트리 앨범상, 최우수 여성 컨트리 보컬상, 최우수 컨트리 노래상을 수상했다. 2012년에는 그래미 어워드에서 최우수 컨트리 솔로 퍼포먼스상을 수상하였다. 2015년에는 빌보드 뮤직 어워드에서 8관왕을 달성하였다. 그 이외에도 스위프트는 어워드에서 총 310개의 수상을 했고, 후보에는 440번 이름을 올렸다. 스위프트는 그래미 어워드에서 10개, 아메리칸 뮤직 어워드에서 16개, 피플스 초이스상에서 8개, 빌보드 뮤직 어워드에서 25개의 상, 컨트리 뮤직 어워드에서 7개의 상, 아카데미 오브 컨트리 뮤직 어워드에서 6개의 상을 수상 했다. 2016년 그래미 어워드에서 올해의 앨범상, 베스트 보컬 팝 앨범상, 베스트 뮤직 비디오상을 수상하며 3관왕을 달성했다.

## 같이 보기
- 가장 많은 음반을 판 음악가 목록
- 빌보드 소셜 50 1위 아티스트 목록